# Panettone

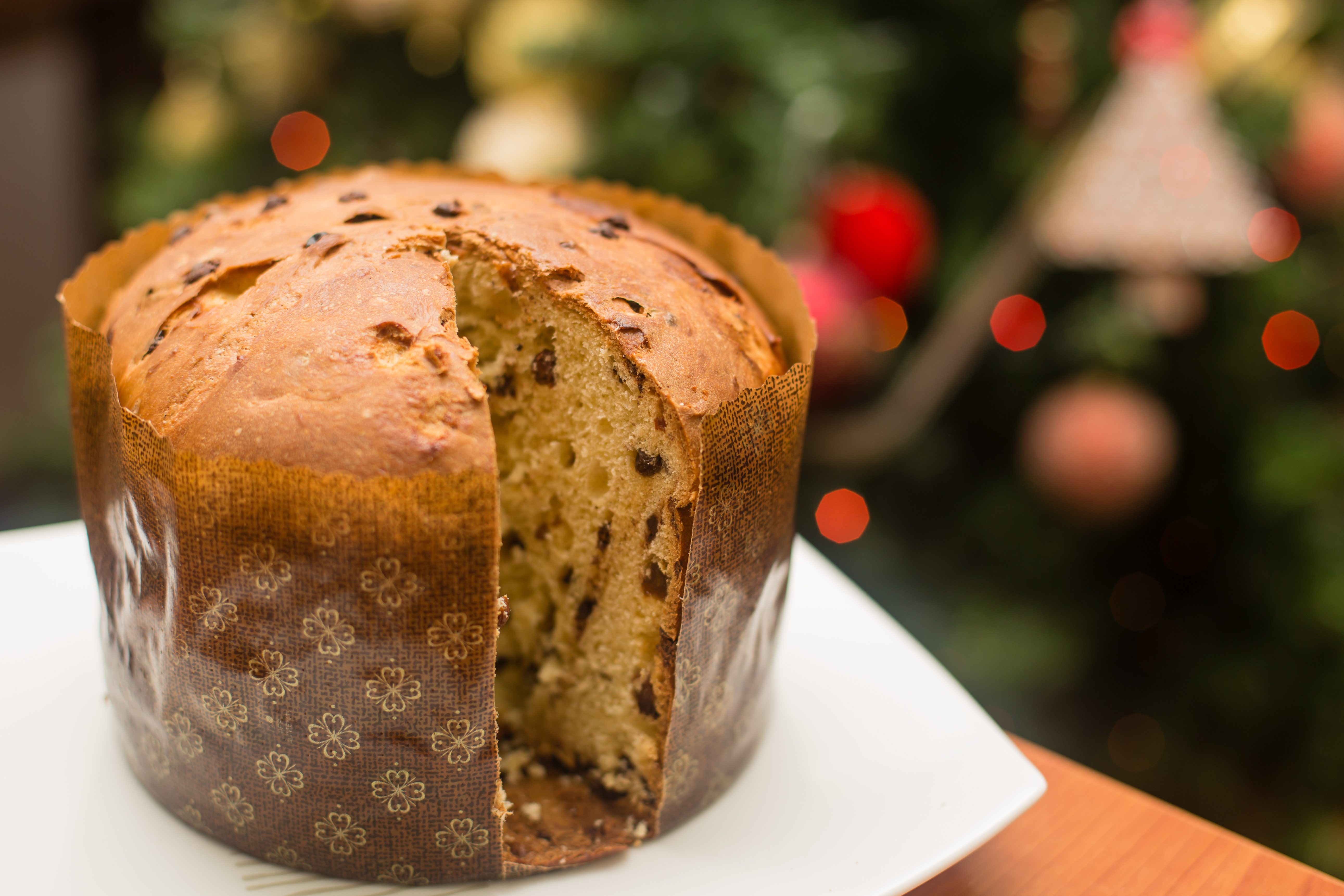
Panettone

Panettone is een zoet brood met vruchten. Van oorsprong komt het uit Milaan. Het wordt vooral rond Kerstmis gegeten.
Het brood heeft een luchtige structuur en wordt gebakken in een hoge ronde vorm. Het wordt gemaakt van een zacht, onvolledig gekookt deeg dat suiker, rozijnen en gekonfijt fruit bevat. Het wordt geserveerd in plakken, samen met zoete hete dranken of een zoete wijn, zoals spumante of moscato.
Bij de traditionele bereiding werden vergiste rozijnen en zuurdesem  gebruikt. De productietechnieken zijn echter gewijzigd in verband met recente Europese verordeningen aangaande voedsel. De smaak is daarom tegenwoordig verschillend in vergelijking met die van traditionele panettone.

## Andere Italiaanse broodsoorten
- ciabatta
- focaccia
- Italiaanse bol